# Persicaria odorata
Persicaria odorata – gatunek rośliny z rodziny rdestowatych. Pochodzi z Indochin, jest uprawiany w wielu krajach o tropikalnym klimacie.

## Zastosowanie
Liście są szeroko stosowane w kuchni tajskiej oraz innych krajów Azji Południowo-Wschodniej. W kuchni wietnamskiej i kambodżańskiej świeże liście dodawane są do sałatek, sajgonek i niektórych zup. W Malezji i Singapurze stanowią nieodzowny składnik potrawy z makaronu zwanej laksa, do tego stopnia, że noszą tam malajską nazwę daun laksa, czyli "liście laksa".